# 布里尔顿
布里尔顿（Brereton）是加勒比海岛国巴巴多斯南部的一个内陆村庄，行政上由圣菲利普区负责管辖。布里尔顿这个名字起源于约翰·布里尔顿在1654年时探索巴巴多斯。